# Kristin Hammarström
Kristin Hammarström, nascida em Glanshammar, em 1982, é uma futebolista sueca, que atua como guarda-redes.
Atualmente (2013), joga pelo Göteborg FC.